# Ribera del Duero
Ribera del Duero és una comarca de la província de Burgos, a la comunitat autònoma de Castella i Lleó. Està situada al sud de la província, a la vall del riu Duero. El cap comarcal és Aranda de Duero.

## Municipis

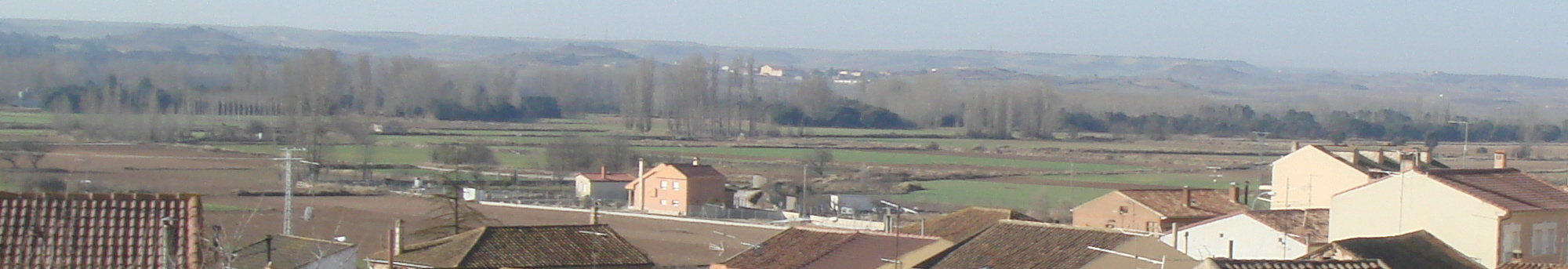
Paisatge a Villalba de Duero

- Adrada de Haza
- Anguix
- Aranda de Duero
- Arandilla
- Bahabón de Esgueva
- Baños de Valdearados
- Berlangas de Roa
- Brazacorta
- Cabañes de Esgueva
- Caleruega
- Campillo de Aranda
- Castrillo de la Vega
- Coruña del Conde
- Fresnillo de las Dueñas
- Fuentecén
- Fuentelcésped
- Fuentelisendo
- Fuentenebro
- Fuentespina
- Fuentemolinos
- Gumiel de Izán
- Gumiel de Mercado
- Haza
- Hontoria de Valdearados
- La Horra
- Hoyales de Roa
- Hontangas
- Huerta de Rey
- Mambrilla de Castrejón
- Milagros
- Moradillo de Roa
- Nava de Roa
- Olmedillo de Roa
- Oquillas
- Pardilla
- Pedrosa de Duero
- Peñaranda de Duero
- Pineda Trasmonte
- Pinilla Trasmonte
- Quemada
- Quintana del Pidio
- Quintanamanvirgo
- Roa
- San Juan del Monte
- San Martín de Rubiales
- Santa Cruz de la Salceda
- Santa María del Mercadillo
- Santibáñez de Esgueva
- La Sequera de Haza
- Sotillo de la Ribera
- Terradillos de Esgueva
- Torregalindo
- Torresandino
- Tórtoles de Esgueva
- Tubilla del Lago
- Vadocondes
- Valdeande
- Valdezate
- La Vid y Barrios
- Villaescusa de Roa
- Villalba de Duero
- Villatuelda
- Villalbilla de Gumiel
- Villanueva de Gumiel
- Zazuar
- Zuzones